# Dick Edgar Ibarra Grasso
Dick Edgar Ibarra Grasso (Concordia, Entre Ríos, 17 de enero de 1914 - Buenos Aires, 13 de julio de 2000) fue un investigador argentino que exploró la posibilidad de colonización de las Américas por varios grupos étnicos antiguos.
Fue el primero en identificar las costas de Ecuador y Perú en los mapas de Ptolomeo y de Marino de Tiro en la llamada Península de Cattigara. Basó algunas de sus hipótesis en las sugerencias hechas por Enrique de Gandía en el libro "Primitivos navegantes vascos". Fue considerado por Paul Gallez, miembro de la Escuela Argentina de Protocartografía.

## Biografía
Nació en Concordia, hijo de Alberto Ibarra y Ada Grasso, vivió en diferentes localidades por la profesión de su padre: marino. No asistió a la escuela y fue instruido por su padre.
A sus 27 años se mudó a Bolivia donde realizó investigaciones y participó de la fundación de diferentes entidades culturales. Durante toda su vida se mantuvo activo en el campo de la investigación brindando charlas formativas hasta el año de su fallecimiento, y dirigiendo una expedición en Tiahuanaco en 1999, a sus 85 años de edad.
Falleció en 2000 y fue sepultado en el cementerio de La Chacarita.

## Investigación en Los Andes
A partir de 1940 trabajó en Bolivia como arqueólogo y antropólogo autodidacta, allí pasó 23 años, realizando investigaciones en todo el país en 32 expediciones. Fundó, en 1951 el museo de la de la Universidad Mayor de San Simón del cual fue el primer director, en Chuquisaca promovió la fundación de la sección antropología del Museo de la Casa de Moneda, a cuya colección realizó donaciones; en 1963 fundó la Escuela de Antropología primera de Bolivia y tercera de Latinoamérica. Fue miembro fundador de la Academia de Ciencias de Bolivia, entidad de la cual fue nombrado vocal vitalicio. En 1957, junto a Carlos Ponce Sanginés y otras personalidades de la naciente arqueología en Bolivia, organizó la primera Mesa Redonda  de arqueología Boliviana.

En Bolivia su principal tema de investigación fue la escritura indígena, al respecto mencionaba:
Cuando en 1940 fuimos a Bolivia, ya con algunos datos sobre la existencia, a orillas del Titicaca de una escritura jeroglífica, no fue difícil encontrarla en pleno uso por miles de indígenas y con formas que nadie había visto antes. Conseguimos textos escritos en papel, en cuero, en arcilla y en piedra. La traducción de los signos no ofreció ninguna dificultad, pues los mismos indígenas que vendieron los textos nos leyeron los escritos.
La colección del Instituto de Investigaciones Antropológicas y Museo Arqueológico de la UMSS, sucesor del museo fundado por Ibarra, conserva 30 piezas colectadas por él en Copacabana, y piezas del valle de Chuquisaca, lugares en los que Ibarra Grasso realizó investigaciones sobre la escritura indígena andina.
En 2008 María Augusta Machado, musóloga y escritora brasileña entregó al gobierno de Bolivia una colección de 450 cartas y recortes relacionadas con Ibarra Grasso.

## Docencia
En la escuela de antropología de la UMSS fue docente de Ramón Sanzetenea y Mario Montaño Aragón, en Argentina fue docente de la Universidad Nacional de Tucumán y la Universidad Nacional de Rosario.

## Reconocimientos y homenajes
- Fue nombrado doctor honoris causa por la Universidad Mayor de San Simón
- Recibió la condecoración Cóndor de Los Andes, la más alta del estado boliviano[17] en el grado Gran Comendador en 1990.
- Reconocimiento orden Agustín Aspiazu, en 1998 por la Prefectura del Departamento de La Paz.[7]
- El Centro de Información y Documentación del INIAM, lleva su nombr

## Publicaciones
Entre su producción intelectual se cuentan 35 libros, y numerosas publicaciones, entre ellas:
- Historia de la navegación primitiva, Buenos Aires, Argentina, 1949.
- La escritura indígena andina, Biblioteca paceña, Alcaldía Municipal de La Paz, 1953.
- Tiahuanaco, Ed. Atlantic, Cochabamba, 1956
- Lenguas indígenas americanas, Ilustrada, Ed. Nova, Buenos Aires, 1958.
- The ruins of Tiahuanaco, Ed. Atlantic, Cochabamba, 1959.
- Mapa arqueológico de Bolivia, Ministerio de Educación, La Paz, 1962.
- "Novedades Sobre la Verdadera Historia de los Incas" Journal of Inter-American Studies 5(1) 1963: pp. 19–30
- Las bases de una ciencia nueva, (en colaboración con Carlos Albert) Universidad Mayor de San Simón, Cochabamba, 1964.
- Lenguas indígenas de Bolivia, Universidad Mayor de San Simón, Cochabamba, 1964.
- Prehistoria de Bolivia, Editorial "Los Amigos del Libro", La Paz-Cochabamba, 1965.
- Argentina Indígena & prehistoria americana, Tipografica Editora Argentina, Bs. As., 1967, 1971 (2da ed.), 1981 (3ra ed.)
- La representación de América en Mapas romanos de los tiempos de Cristo, Ediciones Ibarra Grasso, Buenos Aires, Argentina, 1970.
- La verdadera historia de los Incas, Editorial "Los Amigos del Libro", La Paz-Cochabamba, Bolivia, 1978.
- América en la prehistoria mundial. DIFUSION GRECO FENICIA. Tipografica Editora Argentina, Bs. As., 1982
- 30.000 años de prehistoria en Bolivia, coautor junto a Roy Querejazú, 1986[19]
- Breve Historia de las Razas de América. Editorial Claridad, Buenos Aires. 1989.
- Los hombres Barbados en la América precolombina: razas indígenas americanas, Editorial Kier S.A., Buenos Aires, Argentina, 1997.
- Cosmogonía y Mitología Indígena Americana. Editorial Kier, 1997. página 65. ISBN 950170064X, 9789501700640